# Copa del Món de Futbol 2010 - Grup A
El Grup A de la Copa del Món de Futbol 2010, realitzada a Sud-àfrica, està compost per quatre equips, que s'enfrontaran entre ells amb un total de sis partits. Quan acabin aquests partits, els dos equips amb més punts es classificaran per a la fase següent.
En l'últim Ranking Mundial de la FIFA, França estava classificada en 7è lloc, Mèxic en el 17è, Uruguai en el 20è i Sud-àfrica en el 84è.
El primer lloc d'aquest grup s'enfrontarà contra el segon del grup B. El segon lloc del grup s'enfrontarà al primer del grup B.

## Classificació
| Pos | Equip          | PJ | PG | PE | PP | GF | GC | DG | Pts | Classificació        |
| --- | -------------- | -- | -- | -- | -- | -- | -- | -- | --- | -------------------- |
| 1   | Uruguai        | 3  | 2  | 1  | 0  | 4  | 0  | +4 | 7   | Avança a segona fase |
| 2   | Mèxic          | 3  | 1  | 1  | 1  | 3  | 2  | +1 | 4   | Avança a segona fase |
| 3   | Sud-àfrica (H) | 3  | 1  | 1  | 1  | 3  | 5  | −2 | 4   |                      |
| 4   | França         | 3  | 0  | 1  | 2  | 1  | 4  | −3 | 1   |                      |

## Partits

### Sud-àfrica vs. Mèxic
| Sud-àfrica     | 1 - 1 | Mèxic       |
| -------------- | ----- | ----------- |
| Tshabalala 55' | Fitxa | Márquez 79' |

| Sud-àfrica | Mèxic |

| Sud-àfrica:             |    |                        |     |     |
|                         |    |                        |     |     |
|                         | 16 | Itumeleng Khune        |     |     |
|                         | 2  | Siboniso Gaxa          |     |     |
|                         | 4  | Aaron Mokoena (C)      |     |     |
|                         | 8  | Siphiwe Tshabalala     | 55' |     |
|                         | 9  | Katlego Mphela         |     |     |
|                         | 10 | Steven Pienaar         | 83' |     |
|                         | 11 | Teko Modise            |     |     |
|                         | 12 | Reneilwe Letsholonyane |     |     |
|                         | 13 | Kagisho Dikgacoi       | 27' |     |
|                         | 15 | Lucas Thwala           | 46' |     |
|                         | 20 | Bongani Khumalo        |     |     |
| Substituts:             |    |                        |     |     |
|                         | 1  | Moneeb Josephs         |     |     |
|                         | 3  | Tsepo Masilela         | 46' | 70' |
|                         | 5  | Anele Ngcongca         |     |     |
|                         | 6  | Macbeth Sibaya         |     |     |
|                         | 7  | Lance Davids           |     |     |
|                         | 14 | Matthew Booth          |     |     |
|                         | 17 | Bernard Parker         | 83' |     |
|                         | 18 | Siyabonga Nomvethe     |     |     |
|                         | 19 | Surprise Moriri        |     |     |
|                         | 21 | Siyabonga Sangweni     |     |     |
|                         | 22 | Shu-Aib Walters        |     |     |
|                         | 23 | Thanduyise Khuboni     |     |     |
| Entrenador:             |    |                        |     |     |
| Carlos Alberto Parreira |    |                        |     |     |

| Mèxic:                  |    |                     |     |
|                         |    |                     |     |
|                         | 1  | Óscar Pérez         |     |
|                         | 2  | Francisco Rodríguez |     |
|                         | 3  | Carlos Salcido      |     |
|                         | 4  | Rafael Márquez      | 79' |
|                         | 5  | Ricardo Osorio      |     |
|                         | 6  | Gerardo Torrado (C) | 57' |
|                         | 9  | Guillermo Franco    | 73' |
|                         | 11 | Carlos Vela         | 69' |
|                         | 12 | Paul Aguilar        | 55' |
|                         | 16 | Afrain Juárez       | 18' |
|                         | 17 | Giovani Dos Santos  |     |
| Substituts:             |    |                     |     |
|                         | 7  | Pablo Barrera       |     |
|                         | 8  | Israel Castro       |     |
|                         | 10 | Cuauhtemoc Blanco   | 69' |
|                         | 13 | Guillermo Ochoa     |     |
|                         | 14 | Javier Hernández    | 73' |
|                         | 15 | Héctor Moreno       |     |
|                         | 18 | Andrés Guardado     | 55' |
|                         | 19 | Jonhy Magallón      |     |
|                         | 20 | Jorge Torres        |     |
|                         | 21 | Adolfo Bautista     |     |
|                         | 22 | Alberto Medina      |     |
|                         | 23 | Luís Michel         |     |
| Entrenador:             |    |                     |     |
| Javier Aguirre Onaindía |    |                     |     |

| Àrbitres assistents: · Rafael Ilyasov · Bakhadyr Kochkarov · Quart àrbitre: · Subkhidin Mohd Salleh |

### Uruguai vs. França
| Uruguai | 0 - 0 | França |
| ------- | ----- | ------ |
|         | Fitxa |        |

| Uruguai | França |

| Uruguai:      |    |                     |       |          |
|               |    |                     |       |          |
|               | 1  | Fernando Muslera    |       |          |
|               | 2  | Diego Lugano (C)    | 90+3' |          |
|               | 3  | Diego Godín         |       |          |
|               | 6  | Mauricio Victorino  | 59'   |          |
|               | 9  | Luís Suárez         | 74'   |          |
|               | 10 | Diego Forlán        |       |          |
|               | 11 | Álvaro Pereira      |       |          |
|               | 15 | Diego Pérez         | 87'   |          |
|               | 16 | Maximiliano Pereira |       |          |
|               | 17 | Egidio Arévalo      |       |          |
|               | 18 | Ignacio González    | 63'   |          |
| Substituts:   |    |                     |       |          |
|               | 4  | Jorge Fucile        |       |          |
|               | 5  | Walter Gargano      |       |          |
|               | 7  | Edinson Cavani      |       |          |
|               | 8  | Sebastián Eguren    | 87'   |          |
|               | 12 | Juan Castillo       |       |          |
|               | 13 | Sebastián Abreu     | 74'   |          |
|               | 14 | Nicolás Lodeiro     | 63'   | 65', 81' |
|               | 19 | Andrés Scotti       |       |          |
|               | 20 | Álvaro Fernández    |       |          |
|               | 21 | Sebastián Fernández |       |          |
|               | 22 | Martín Cáceres      |       |          |
|               | 23 | Martín Silva        |       |          |
| Entrenador:   |    |                     |       |          |
| Óscar Tabárez |    |                     |       |          |

| França:          |    |                     |     |
|                  |    |                     |     |
|                  | 1  | Hugo Lloris         |     |
|                  | 2  | Bakari Sagna        |     |
|                  | 3  | Eric Abidal         |     |
|                  | 5  | William Gallas      |     |
|                  | 7  | Franck Ribery       | 19' |
|                  | 8  | Yoann Gourcuff      | 75' |
|                  | 10 | Sidney Govou        | 85' |
|                  | 13 | Patrice Evra (C)    | 12' |
|                  | 14 | Jeremy Toulalan     | 68' |
|                  | 19 | Abou Diaby          |     |
|                  | 21 | Nicolas Anelka      | 72' |
| Substituts:      |    |                     |     |
|                  | 4  | Anthony Reveillere  |     |
|                  | 6  | Marc Planus         |     |
|                  | 9  | Djibril Cisse       |     |
|                  | 11 | Andre Pierre Gignac | 85' |
|                  | 12 | Thierry Henry       | 72' |
|                  | 15 | Florent Malouda     | 75' |
|                  | 16 | Steve Mandanda      |     |
|                  | 17 | Sebastien Squillaci |     |
|                  | 18 | Alou Diarra         |     |
|                  | 20 | Mathieu Valbuena    |     |
|                  | 22 | Gael Clichy         |     |
|                  | 23 | Cedric Carrasso     |     |
| Entrenador:      |    |                     |     |
| Raymond Domenech |    |                     |     |

| Àrbitres assistents: · Toru Sagara · Jeong Hae Sang · Quart àrbitre: · Joel Aguilar |

### Sud-àfrica vs. Uruguai
| Sud-àfrica | 0 - 3 | Uruguai                                   |
| ---------- | ----- | ----------------------------------------- |
|            | Fitxa | Forlán 24', 80' (pen.) · Á. Pereira 90+5' |

| Sud-àfrica | Uruguai |

| Sud-àfrica:             |    |                        |     |     |
|                         |    |                        |     |     |
|                         | 16 | Itumeleng Khune        | 76' |     |
|                         | 2  | Siboniso Gaxa          |     |     |
|                         | 3  | Tsepo Masilela         |     |     |
|                         | 4  | Aaron Mokoena (C)      |     |     |
|                         | 8  | Siphiwe Tshabalala     |     |     |
|                         | 9  | Katlego Mphela         |     |     |
|                         | 10 | Steven Pienaar         | 6'  | 79' |
|                         | 11 | Teko Modise            |     |     |
|                         | 12 | Reneilwe Letsholonyane | 57' |     |
|                         | 13 | Kagisho Dikgacoi       | 42' |     |
|                         | 20 | Bongani Khumalo        |     |     |
| Substituts:             |    |                        |     |     |
|                         | 1  | Moneeb Josephs         | 79' |     |
|                         | 5  | Anele Ngcongca         |     |     |
|                         | 6  | Macbeth Sibaya         |     |     |
|                         | 7  | Lance Davids           |     |     |
|                         | 14 | Matthew Booth          |     |     |
|                         | 15 | Lucas Thwala           |     |     |
|                         | 17 | Bernard Parker         |     |     |
|                         | 18 | Siyabonga Nomvethe     |     |     |
|                         | 19 | Surprise Moriri        | 57' |     |
|                         | 21 | Siyabonga Sangweni     |     |     |
|                         | 22 | Shu-Aib Walters        |     |     |
|                         | 23 | Thanduyise Khuboni     |     |     |
| Entrenador:             |    |                        |     |     |
| Carlos Alberto Parreira |    |                        |     |     |

| Uruguai:      |    |                     |       |          |
|               |    |                     |       |          |
|               | 1  | Fernando Muslera    |       |          |
|               | 2  | Diego Lugano (C)    |       |          |
|               | 3  | Diego Godín         |       |          |
|               | 4  | Jorge Fucile        | 71'   |          |
|               | 7  | Edinson Cavani      | 89'   |          |
|               | 9  | Luís Suárez         |       |          |
|               | 10 | Diego Forlán        | 24'   | 80' (p.) |
|               | 11 | Álvaro Pereira      | 90+5' |          |
|               | 15 | Diego Pérez         | 90'   |          |
|               | 16 | Maximiliano Pereira |       |          |
|               | 17 | Egidio Arévalo      |       |          |
| Substituts:   |    |                     |       |          |
|               | 5  | Walter Gargano      | 90'   |          |
|               | 6  | Mauricio Victorino  |       |          |
|               | 8  | Sebastián Eguren    |       |          |
|               | 12 | Juan Castillo       |       |          |
|               | 13 | Sebastián Abreu     |       |          |
|               | 14 | Nicolás Lodeiro     |       |          |
|               | 18 | Ignacio González    |       |          |
|               | 19 | Andrés Scotti       |       |          |
|               | 20 | Álvaro Fernández    | 71'   |          |
|               | 21 | Sebastián Fernández | 89'   |          |
|               | 22 | Martín Cáceres      |       |          |
|               | 23 | Martín Silva        |       |          |
| Entrenador:   |    |                     |       |          |
| Óscar Tabárez |    |                     |       |          |

| Àrbitres assistents: · Matthias Arnet · Francesco Buragina · Quart àrbitre: · Wolfgang Stark |

### França vs. Mèxic
| França | 0 - 2 | Mèxic                             |
| ------ | ----- | --------------------------------- |
|        | Fitxa | Hernández 64' · Blanco 79' (pen.) |

| França | Mèxic |

| França:          |    |                     |       |
|                  |    |                     |       |
|                  | 1  | Hugo Lloris         |       |
|                  | 2  | Bakari Sagna        |       |
|                  | 3  | Eric Abidal         | 78'   |
|                  | 5  | William Gallas      |       |
|                  | 7  | Franck Ribery       |       |
|                  | 10 | Sidney Govou        | 69'   |
|                  | 13 | Patrice Evra (C)    |       |
|                  | 14 | Jeremy Toulalan     | 45+1' |
|                  | 15 | Florent Malouda     |       |
|                  | 19 | Abou Diaby          |       |
|                  | 21 | Nicolas Anelka      | 46'   |
| Substituts:      |    |                     |       |
|                  | 4  | Anthony Reveillere  |       |
|                  | 6  | Marc Planus         |       |
|                  | 8  | Yoann Gourcuff      |       |
|                  | 9  | Djibril Cisse       |       |
|                  | 11 | Andre Pierre Gignac | 46'   |
|                  | 12 | Thierry Henry       |       |
|                  | 16 | Steve Mandanda      |       |
|                  | 17 | Sebastien Squillaci |       |
|                  | 18 | Alou Diarra         |       |
|                  | 20 | Mathieu Valbuena    | 69'   |
|                  | 22 | Gael Clichy         |       |
|                  | 23 | Cedric Carrasso     |       |
| Entrenador:      |    |                     |       |
| Raymond Domenech |    |                     |       |

| Mèxic:                  |    |                     |     |          |
|                         |    |                     |     |          |
|                         | 1  | Óscar Pérez         |     |          |
|                         | 2  | Francisco Rodríguez | 82' |          |
|                         | 3  | Carlos Salcido      |     |          |
|                         | 4  | Rafael Márquez      |     |          |
|                         | 5  | Ricardo Osorio      |     |          |
|                         | 6  | Gerardo Torrado (C) |     |          |
|                         | 9  | Guillermo Franco    | 4'  | 62'      |
|                         | 11 | Carlos Vela         | 31' |          |
|                         | 15 | Héctor Moreno       | 49' |          |
|                         | 16 | Afrain Juárez       | 48' | 55'      |
|                         | 17 | Giovani Dos Santos  |     |          |
| Substituts:             |    |                     |     |          |
|                         | 7  | Pablo Barrera       | 31' |          |
|                         | 8  | Israel Castro       |     |          |
|                         | 10 | Cuauhtemoc Blanco   | 62' | 79' (p.) |
|                         | 12 | Paul Aguilar        |     |          |
|                         | 13 | Guillermo Ochoa     |     |          |
|                         | 14 | Javier Hernández    | 55' | 64'      |
|                         | 18 | Andrés Guardado     |     |          |
|                         | 19 | Jonhy Magallón      |     |          |
|                         | 20 | Jorge Torres        |     |          |
|                         | 21 | Adolfo Bautista     |     |          |
|                         | 22 | Alberto Medina      |     |          |
|                         | 23 | Luís Michel         |     |          |
| Entrenador:             |    |                     |     |          |
| Javier Aguirre Onaindía |    |                     |     |          |

| Àrbitres assistents: · Hassan Kamranifar · Saleh Al Marzouqi · Quart àrbitre: · Peter O'Leary |

### Mèxic vs. Uruguai
| Mèxic | 0 - 1 | Uruguai    |
| ----- | ----- | ---------- |
|       | Fitxa | Suárez 43' |

| Mèxic | Uruguai |

| Mèxic:                  |    |                       |     |     |
|                         |    |                       |     |     |
|                         | 1  | Óscar Pérez           |     |     |
|                         | 2  | Francisco Rodríguez   |     |     |
|                         | 3  | Carlos Salcido        |     |     |
|                         | 4  | Rafael Márquez        |     |     |
|                         | 5  | Ricardo Osorio        |     |     |
|                         | 6  | Gerardo Torrado       |     |     |
|                         | 9  | Guillermo Franco      |     |     |
|                         | 10 | Cuauhtemoc Blanco (C) | 63' |     |
|                         | 15 | Héctor Moreno         | 57' |     |
|                         | 17 | Giovani Dos Santos    |     |     |
|                         | 18 | Andrés Guardado       | 46' |     |
| Substituts:             |    |                       |     |     |
|                         | 7  | Pablo Barrera         | 46' |     |
|                         | 8  | Israel Castro         | 57' | 86' |
|                         | 11 | Carlos Vela           |     |     |
|                         | 12 | Paul Aguilar          |     |     |
|                         | 13 | Guillermo Ochoa       |     |     |
|                         | 14 | Javier Hernández      | 63' | 77' |
|                         | 16 | Afrain Juárez         |     |     |
|                         | 19 | Jonhy Magallón        |     |     |
|                         | 20 | Jorge Torres          |     |     |
|                         | 21 | Adolfo Bautista       |     |     |
|                         | 22 | Alberto Medina        |     |     |
|                         | 23 | Luís Michel           |     |     |
| Entrenador:             |    |                       |     |     |
| Javier Aguirre Onaindía |    |                       |     |     |

| Uruguai:      |    |                     |     |     |
|               |    |                     |     |     |
|               | 1  | Fernando Muslera    |     |     |
|               | 2  | Diego Lugano (C)    |     |     |
|               | 4  | Jorge Fucile        | 68' |     |
|               | 6  | Mauricio Victorino  |     |     |
|               | 7  | Edinson Cavani      |     |     |
|               | 9  | Luís Suárez         | 43' | 85' |
|               | 10 | Diego Forlán        |     |     |
|               | 11 | Álvaro Pereira      | 77' |     |
|               | 15 | Diego Pérez         |     |     |
|               | 16 | Maximiliano Pereira |     |     |
|               | 17 | Egidio Arévalo      |     |     |
| Substituts:   |    |                     |     |     |
|               | 3  | Diego Godín         |     |     |
|               | 5  | Walter Gargano      |     |     |
|               | 8  | Sebastián Eguren    |     |     |
|               | 12 | Juan Castillo       |     |     |
|               | 13 | Sebastián Abreu     |     |     |
|               | 14 | Nicolás Lodeiro     |     |     |
|               | 18 | Ignacio González    |     |     |
|               | 19 | Andrés Scotti       | 77' |     |
|               | 20 | Álvaro Fernández    | 85' |     |
|               | 21 | Sebastián Fernández |     |     |
|               | 22 | Martín Cáceres      |     |     |
|               | 23 | Martín Silva        |     |     |
| Entrenador:   |    |                     |     |     |
| Óscar Tabárez |    |                     |     |     |

| Àrbitres assistents: · Gabor Eros · Tibor Vamos · Quart àrbitre: · Martin Hansson |

### França vs. Sud-àfrica
| França      | 1 - 2 | Sud-àfrica               |
| ----------- | ----- | ------------------------ |
| Malouda 70' | Fitxa | Khumalo 20' · Mphela 37' |

| França | Sud-àfrica |

| França:          |    |                     |     |     |
|                  |    |                     |     |     |
|                  | 1  | Hugo Lloris         |     |     |
|                  | 2  | Bakari Sagna        |     |     |
|                  | 5  | William Gallas      |     |     |
|                  | 7  | Franck Ribery       |     |     |
|                  | 8  | Yoann Gourcuff      | 25' |     |
|                  | 9  | Djibril Cisse       | 55' |     |
|                  | 11 | Andre Pierre Gignac | 46' |     |
|                  | 17 | Sebastien Squillaci |     |     |
|                  | 18 | Alou Diarra (C)     | 82' |     |
|                  | 19 | Abou Diaby          | 71' |     |
|                  | 22 | Gael Clichy         |     |     |
| Substituts:      |    |                     |     |     |
|                  | 3  | Eric Abidal         |     |     |
|                  | 4  | Anthony Reveillere  |     |     |
|                  | 6  | Marc Planus         |     |     |
|                  | 10 | Sidney Govou        | 82' |     |
|                  | 12 | Thierry Henry       | 55' |     |
|                  | 13 | Patrice Evra        |     |     |
|                  | 14 | Jeremy Toulalan     |     |     |
|                  | 15 | Florent Malouda     | 46' | 70' |
|                  | 16 | Steve Mandanda      |     |     |
|                  | 20 | Mathieu Valbuena    |     |     |
|                  | 21 | Nicolas Anelka      |     |     |
|                  | 23 | Cedric Carrasso     |     |     |
| Entrenador:      |    |                     |     |     |
| Raymond Domenech |    |                     |     |     |

| Sud-àfrica:             |    |                        |     |
|                         |    |                        |     |
|                         | 1  | Moneeb Josephs         |     |
|                         | 3  | Tsepo Masilela         |     |
|                         | 4  | Aaron Mokoena (C)      |     |
|                         | 5  | Anele Ngcongca         | 55' |
|                         | 6  | Macbeth Sibaya         |     |
|                         | 8  | Siphiwe Tshabalala     |     |
|                         | 9  | Katlego Mphela         | 37' |
|                         | 10 | Steven Pienaar         |     |
|                         | 17 | Bernard Parker         | 68' |
|                         | 20 | Bongani Khumalo        | 20' |
|                         | 23 | Thanduyise Khuboni     | 78' |
| Substituts:             |    |                        |     |
|                         | 2  | Siboniso Gaxa          | 55' |
|                         | 7  | Lance Davids           |     |
|                         | 11 | Teko Modise            | 78' |
|                         | 12 | Reneilwe Letsholonyane |     |
|                         | 13 | Kagisho Dikgacoi       |     |
|                         | 14 | Matthew Booth          |     |
|                         | 15 | Lucas Thwala           |     |
|                         | 16 | Itumeleng Khune        |     |
|                         | 18 | Siyabonga Nomvethe     | 68' |
|                         | 19 | Surprise Moriri        |     |
|                         | 21 | Siyabonga Sangweni     |     |
|                         | 22 | Shu-Aib Walters        |     |
| Entrenador:             |    |                        |     |
| Carlos Alberto Parreira |    |                        |     |

| Àrbitres assistents: · Abraham González · Humberto Clavijo · Quart àrbitre: · Héctor Baldassi |

## Curiositats
- A la Copa del Món 1966 el Grup A l'integraven Uruguai, França, Mèxic i Anglaterra, casualment aquesta última selecció era l'organitzadora de la mateixa manera que ho és Sud-àfrica en aquesta edició.
- També van coincidir Uruguai i França a la Copa del Món 2002, novament al Grup A.
- França i Mèxic també van compartir grup en els mundials de 1930 i 1954, en ambdós casos al Grup A.
- Serà la sisena vegada que Mèxic inauguri una copa del món, sent el país amb més inauguracions mundialistes. Les anteriors van ser el 1930 amb una derrota contra França, el 1950 amb una derrota contra Brasil, el 1958 amb una derrota contra Suècia, el 1966 amb una derrota contra Anglaterra, i el 1970 amb un empat a zero contra la Unió Soviètica.